# Arrondissement de Lour Escale
L'arrondissement de Lour Escale est un un arrondissement situé au Sénégal. Il est situé dans le département de Koungheul et la région de Kaffrine.
Il compte deux communautés rurales :
- Communauté rurale de Ribot Escale
- Communauté rurale de Lour Escale

Son chef-lieu est Lour Escale.